# El Mas Oliva
El Mas Oliva – miejscowość w Hiszpanii, w Katalonii, w prowincji Girona, w comarce Alt Empordà, w gminie Roses.
Według danych INE z 2005 roku miejscowość zamieszkiwało 814 osób.